# Paranoia
Paranoia (FO 1943: paranóia) é um instinto ou processo de pensamento que se acredita ser fortemente influenciado pela ansiedade ou medo, muitas vezes ao ponto de delírio ou irracionalidade. O pensamento paranóico geralmente consiste na crença de que a pessoa está a ser alvo de perseguição ou de uma conspiração. A paranoia é diferente de uma fobia, a qual também consiste em medo irracional, mas geralmente a pessoa não tenta atribuir culpa. A paranoia é frequentemente acompanhada de acusações falsas e falta de confiança na generalidade das pessoas. Por exemplo, uma pessoa paranoica pode acreditar haver intenção num incidente que a maior parte das pessoas considera um mero acidente ou coincidência. A paranoia é um dos principais sintomas de psicose.